# إيمي شومان
إيمي شومان (بالإنجليزية: Amy Shuman)‏ هي لاعب كرة قاعدة أمريكية، ولدت في 10 مارس 1925 في Mohrsville, Pennsylvania ‏ في الولايات المتحدة، وتوفيت في 22 أغسطس 2014 في ويوميسينغ في الولايات المتحدة.